# سفارة ألمانيا في أستراليا
سفارة ألمانيا في أستراليا هي أرفع تمثيل دبلوماسي لدولة ألمانيا لدى أستراليا. تقع السفارة في Yarralumla, Australian Capital Territory ‏ وهي تهدف لتعزيز المصالح الألمانية في أستراليا.

## وصلات خارجية
- الموقع الرسمي
- قائمة سفارات ألمانيا
- قائمة السفارات في أستراليا